# Дук
Дук (на латински: dux, множествено число: duces) е римска военна титла означаваща „главнокомандващ“, „генерал“, която е възприета по-късно в редица европейски страни и с течение на времето е започнала да се използва и в мирни времена като благородническа титла (виж: дуче, дож, херцог).
Етимологията на латински идва от глагола ducere, т.е. в смисъл на водач, лидер, който да води, да поведе, да заповядва на войската. Римляните възлагат на тези командири отбраната на определена територия и я дават и на чужденци. В своите Записки за Галската война Цезар използва термина само по отношение на келтски генерали, като единственото изключение е римски генерал без официален военен чин.
Нахлуващите варварски племена възприемат титлата и започват да я използват за владетелите, отговорни за големи територии, например в днешна Франция и Германия. Монарсите от династията на Каролингите продължават да ги назначават с тази задача, но техните по-слаби наследници са принудени постепенно да ги освобождават от контрола на короната и те придобиват самостоятелност в територията, която им е отредена.